# Fahil
Fahil (arab. فاحل) – miasto w Syrii, w muhafazie Hims. W 2004 roku liczyło 5775 mieszkańców.